# Erzsébet Kocsis
Erzsébet Kocsis (Győr, 11 de março de 1965) é uma ex-handebolista profissional húngara, medalhista olímpica.
Erzsébet Kocsis fez parte do elenco medalha de bronze em Atlanta 1996.